# Camille Pissarro
Camille Pissarro (født 10. juli 1830, død 13. november 1903) var en dansk-fransk impressionistisk maler. Han blev født i Dansk Vestindien og blev sendt til Paris af sin velhavende jødiske familie for at afslutte sin uddannelse. Han udviste oplagte kunstneriske evner, og i 1855 blev han optaget på Académie Suisse, hvor han mødte Claude Monet, og blev stamgæst på Café Guerbois, hvor Édouard Manet, Edgar Degas, Pierre-Auguste Renoir og Paul Cézanne holdt til. Han forblev socialist hele sit liv og brugte megen energi på at arrangere impressionistudstillingerne, han deltog som den eneste maler i alle otte udstillinger.
Han var også en entusiastisk støtte for unge nye talenter, som Paul Signac, Georges-Pierre Seurat, Vincent van Gogh og Maximilien Luce. Hans affære med moderens tjenestepige, Julie Véllay, blev taget ilde op, men parret giftede sig i 1870 og fik seks børn, der alle viste sig at have kunstneriske evner. Pissarro forblev dansk statsborger hele sit liv.

## Vennen Fritz Melbye
På Sankt Thomas mødte Pissarro den danske landskabs- og marinemaler Fritz Melbye, med hvem han i årene 1852-54 rejste til Caracas i Venezuela. De tilbragte næsten to år i Venezuela med atelier i Caracas og fandt her deres motiver i gaderne, på markederne og under ture i bjergene omkring byen. i 1855 vendte han tilbage til sin fødeø, han tog samme år til Paris for at uddanne sig til kunstner. Hans første læremester var Fritz Melbyes ældre bror Anton, der var bosat i Paris.

## Læreår
Pissarro studerede hos Corot ved Académie Suisse i Paris, hvor han lærte Manet, Monet og formodentlig også Courbet og Cézanne at kende. Corot rådede ham til at male små skitser direkte efter naturen og at frem for alt studere lyset og farvetonernes valører. Tidlige landskabsmalerier som Mergelgraven i Chennevières (1864-1865) blev meget værdsatte af Zola, Castagnary og andre kritikere men nonchaleredes af publikum. Pissarro tjente på denne tid til livets opretholdelse ved at dekorere rullegardiner og vifter.

## Etableret kunstner
Fra slutningen af 1860-erne hørte Pissarro til de ledende impressionister; kun han udstillede på alle otte udstillinger (1874-1886), som han for en stor dels vedkommende tillige organiserede. Som lærer for blandt andre Cézanne og Gauguin udøvede han en stor indflydelse men var samtidigt selv åben for forandringer i sin egen malergerning. I 1880-erne, da han ikke længere var tilfreds med sin egen måde at måle på, optog han Seurats divisionistiske teknik, og suiten malerier med enkelte motiver set under varierende lysforhold var direkte inspireret af Monet.
Mellem 1870 og 1872 boede Pissarro i London, hvor han beundrede Constable, Turner og det nederlandske maleri, men hans egentlige hjem var Pontoise frem til 1874, da han flyttede til Eragny. Pissarros malerier adskiller sig på to vigtige punkter fra de andre impressionisters: for det første er de mere omhyggeligt komponerede, især dem fra Pontoise som Côte du Jallais (1867), med en høj horisontlinje. Det var sådanne malerier, som påvirkede Cézanne, som i intervaller arbejdede sammen med Pissarro i Pontoise (1872-1877). For det andet var hans landskaber, samtidig med at de udgjorde direkte observationer af visse lysforhold, altid befolkede.
I 1880-erne viste han værdsættelse af Georges Seurat og neoimpressionisterne. Efter tidligere fortrinsvist at have malet landskaber gik han i 1890-erne hovedsagelig over til bybilleder med motiver blandt andet fra Paris og Rouen, hvilke skaffede ham stor berømmelse.
I 1897 lejede Pissarro sig ind på Hôtel de Russie, Paris, hvor ham boede indtil 25. april. I januar boede han på Hôtel-Restaurant de Rome, Paris, hvor han malede seks malerier, tre af rue Saint-Lazare, to af rue d'Amsterdam og et af place du Havre, disse malerier var kunsthandler Paul Durand-Ruel meget begejstret for og købte dem alle. Durand-Ruel begejstring gjorde at Pissarro indlogerede sig på Hôtel de Russie i et værelse med oversigt over boulevard Montmartre og boulevard des Italien. Her på Hôtel de Russie malede Pissarro 16 malerier, 14 af boulevard Montmartre og 2 boulevard des Italien. Durand-Ruel købte 12 af disse malerier fra Hôtel de Russie den 11. maj.
| - Boulevard Montmartre-serien - Boulevard Montmartre i Paris, 1897, Eremitagen - Boulevard Montmartre, morgen, skyet vejr, 1897, National Gallery of Victoria - Boulevard Montmartre en vintermorgen, 1897, Metropolitan Museum of Art - Boulevard Montmartre, forårsmorgen, 1897, privat eje - Boulevard Montmartre, Mardi Gras, 1897, Hammer Museum - Boulevard Montmartre om natten, 1898, National Gallery |

| - Portrætter og selvportrætter - Selvportræt, 1873 - Portræt af Paul Cézanne, 1874 - Portræt af Ludovic Piette(en), ca. 1875 - Selvportræt med palette, 1896 - Selvportræt med baret og briller, 1898 - Pissaro, malt af sønnen Lucien(en), 1890 - Portræt af ukendt kunstner, ca. 1900 - Pissarro, foto o. 1900 - Selvportræt, 1903 |

| - Andre værker af Camille Pissarro - To kvinder taler sammen på stranden i Sankt Thomas, 1856 Deux femmes causant au bord de la mer, Saint Thomas - Côte du Jallais eller Jalais Hill, Pontoise, 1867 - 1869 bosatte Pissarro sig i Louveciennes og malede ofte vejen til Versailles på forskellige årstider |

| - Frostvejr på den gamle Enneryvej, Pontoise, 1873 Gelée blanche, ancienne route d´Ennery, Pontoise - Jeanne holder en vifte, ca. 1874 - Høhøst i Eragny, 1887 - To unge landbokvinder, 1891-92 - Udsigt mod bomuldsspinderiet i Oissel, nær Rouen, 1898 |